# Massagesessel

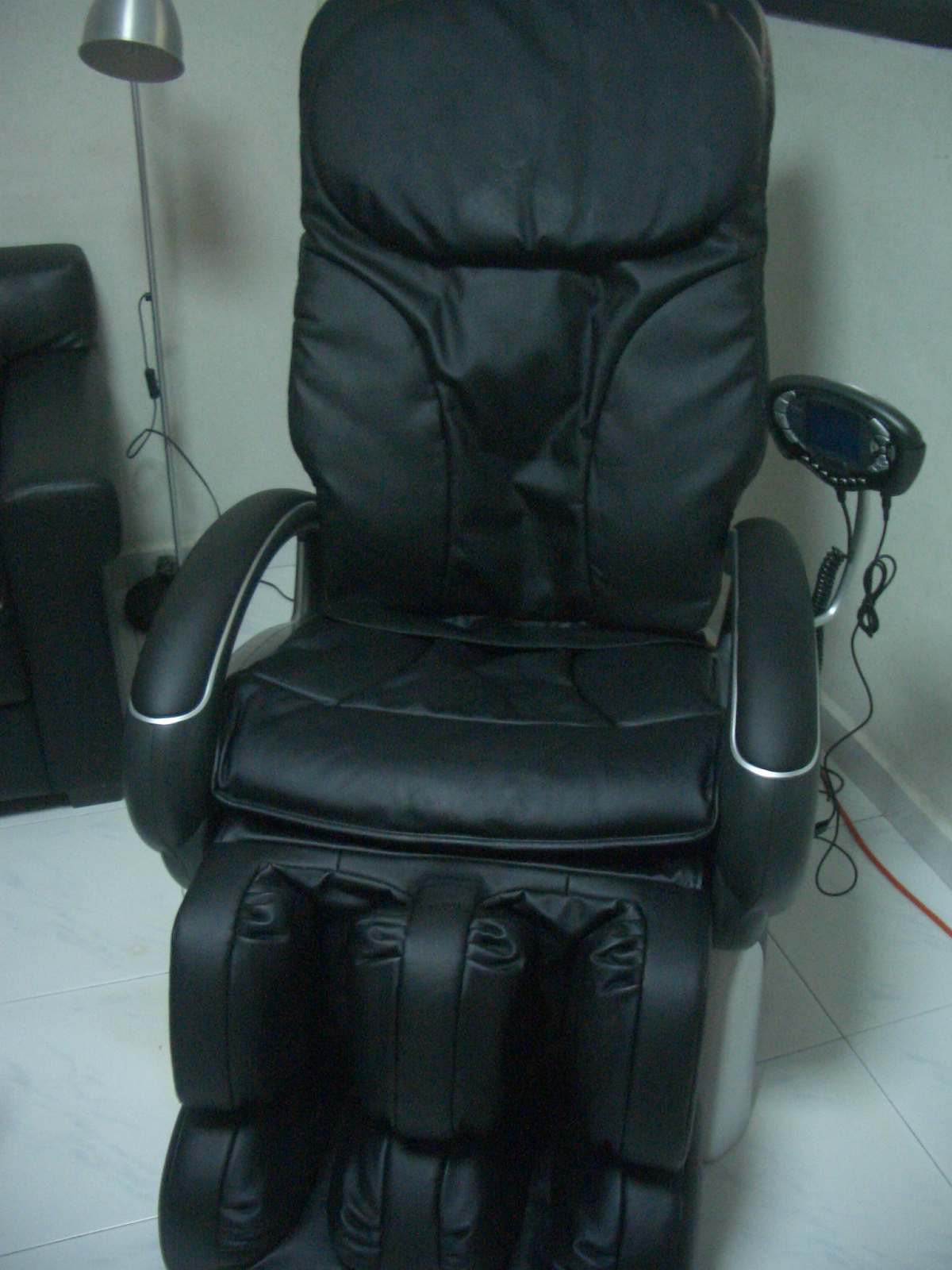
Massagesessel

Ein Massagesessel ist ein Sitzmöbel, das der Massage dient. Einfache Modelle massieren lediglich den Rücken, aufwendiger gestaltete Sessel können auch andere Körperteile, wie die Schultern, das Becken, die Beine und Füße sowie die Arme und Hände massieren. Außerdem arbeiten moderne Sessel mit Wärme im Rücken- und Gesäßbereich, teilweise auch an den Beinen.
Vom Aussehen her ähneln Massagesessel Liegesesseln, sie sind im Innern jedoch mit elektrisch betriebenen Vorrichtungen ausgestattet, wie beispielsweise Motoren, Getrieben und Rollen. Sehr einfache und preiswerte Massagesessel vibrieren lediglich großflächig, um beim Sitzenden ein allgemeines Wohlgefühl zu erzeugen. Bei besser ausgestatteten Sesseln sind unter dem Sitzbezug mehrere unabhängige Vorrichtungen eingebaut, die eine gezielte und individuelle Massage ermöglichen.

## Funktionsweise
Um die Massagewirkung zu erzielen, werden zur Nachahmung einer durch einen Masseur durchgeführten Massage die entsprechenden Werkzeuge seitlich zum Körper und zum Körper hin mechanisch bewegt, Luftkissen aufgepumpt und entleert oder Luftströme erzeugt. Meist haben die Geräte eine Fernbedienung, mit der während der Massagesitzung eingestellt werden kann, wie lange, wie stark oder wo massiert werden soll. Neuere Modelle können zudem via App und Tablet gesteuert werden. Viele Geräte verfügen auch über standardmäßige Massageprogramme, die vorgewählt werden können. Besonders aufwendig konstruierte Modelle scannen vor der Massage die Körperteile mit mechanischen Sensoren, um die Größe, das Gewicht und Form des zu massierenden Körpers zu analysieren und das Massageprogramm darauf abstimmen zu können. Moderne Sessel können zudem die Liegeposition so verstellen, dass unterschiedlich viel Gewicht des Körpers auf den Massagerollen liegt, um die Intensität der Massage zu variieren. 

## Einsatzgebiete

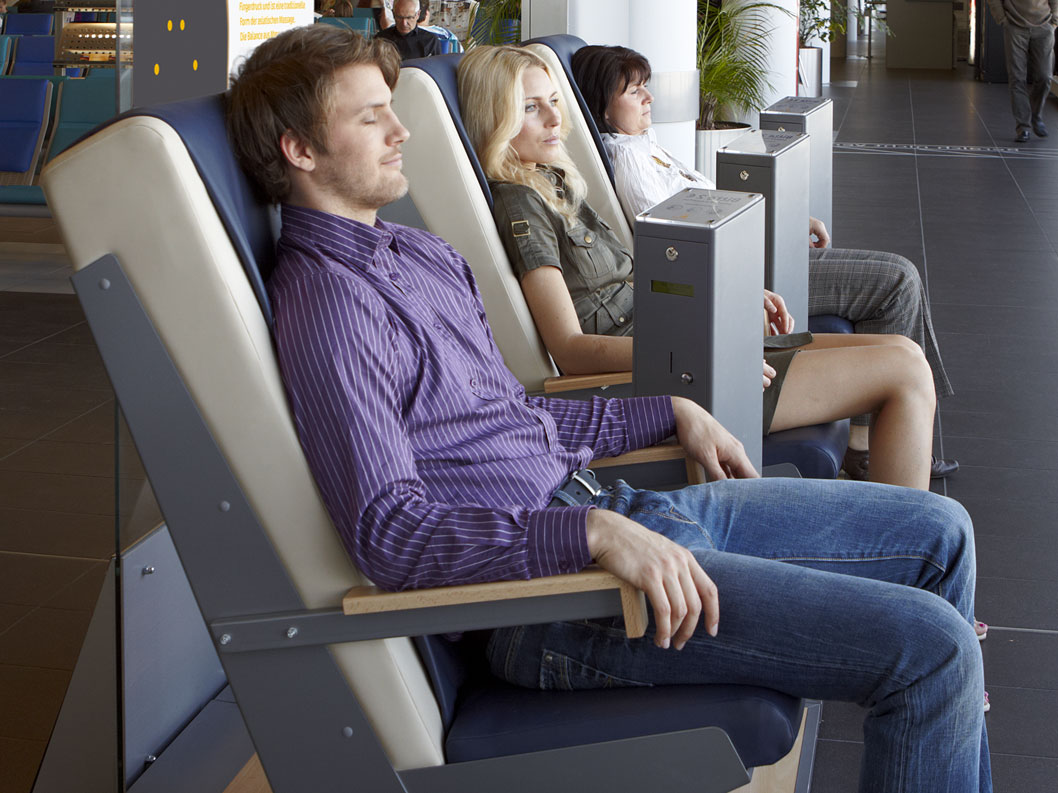
Massagesessel auf einem Flughafen

Massagesessel werden eingesetzt, um Stress und Anspannung abzubauen, sowie um Rückenschmerzen zu lindern. Dabei können der Venenfluss und Lymphfluss verbessert werden, und es werden Endorphine ausgeschüttet, die das allgemeine Wohlbefinden erhöhen. Massagesessel können eingesetzt werden, wenn es keine Kontraindikationen für Massage gibt, wie zum Beispiel bei Schwangeren, bei Verletzungen, bei Entzündungen oder anderen Hautkrankheiten.

## Anbieter
Die ersten Modelle wurden in den 1950er Jahren von einem japanischen Hersteller angeboten. Heute gibt es zahlreiche Anbieter auch aus Deutschland, etwa von Massagesesseln mit Münzeinwurf, die auf Flughäfen und Bahnhöfen eingesetzt werden.